# Anagyris foetida
Anagyris foetida — вид квіткових рослин родини бобові (Fabaceae). лат. foetida — «смердючий». Вважається реліктовим видом флори субтропічної Кайнозойської ери.

## Опис
Кущ 1–2 м, у виняткових випадках до 4 м. Трійчасте листя випускає запах, який може бути неприємним, але не смердючим. Листові фрагменти ланцетно-еліптичні, 6–40(70) x 3–20(30) мм. Скидає листя на початку сухого сезону і воно знову з'являється з першими дощами осені. Це адаптація до сухого середземноморського літа. Квітки зеленувато-жовті. Плоди — маленькі, спершу зелені, а потім вершкові стручки 10–20 см завдовжки. Насіння 7,5–10 × 10–15 мм, стислі, бузкові, іноді з жовтими плямами. 2n = 18. Цвіте взимку та ранньої весни (лютий-березень). Це єдина у Європі рослина яка (документально підтверджено) запилюється птахами (Sylvia atricapilla, Sylvia melanocephala, Phylloscopus collybita)

## Поширення
Країни поширення: Північна Африка: Алжир; [пн.] Лівія [пн.]; Марокко; Туніс. Азія: Саудівська Аравія; Ємен; Кіпр; Іран [зх.-ц.]; Ірак [пн.]; Ізраїль; Йорданія [зх.]; Ліван; Сирія [зх.]; Туреччина; Єгипет — Синай. Південна Європа: Албанія; Хорватія; Греція [вкл. Крит]; Італія [вкл. Сардинія, Сицилія]; Франція [вкл. Корсика]; Португалія; Гібралтар; Іспанія. Населяє вапняні суглинисті ґрунти. Росте по узбіччях доріг, у прибережжі, на деградованих або кам'яних землях; 0-1000 м.

## Галерея

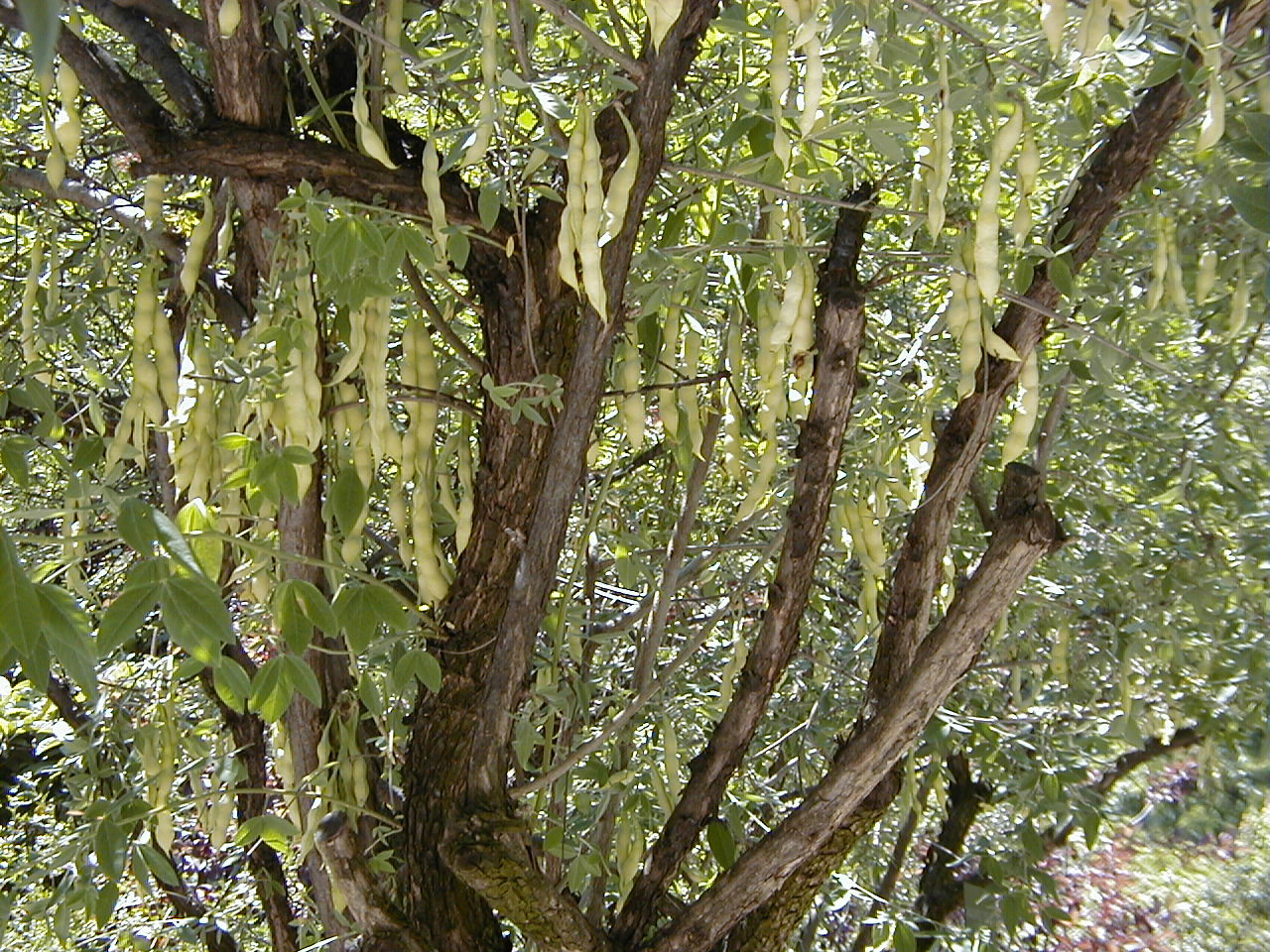
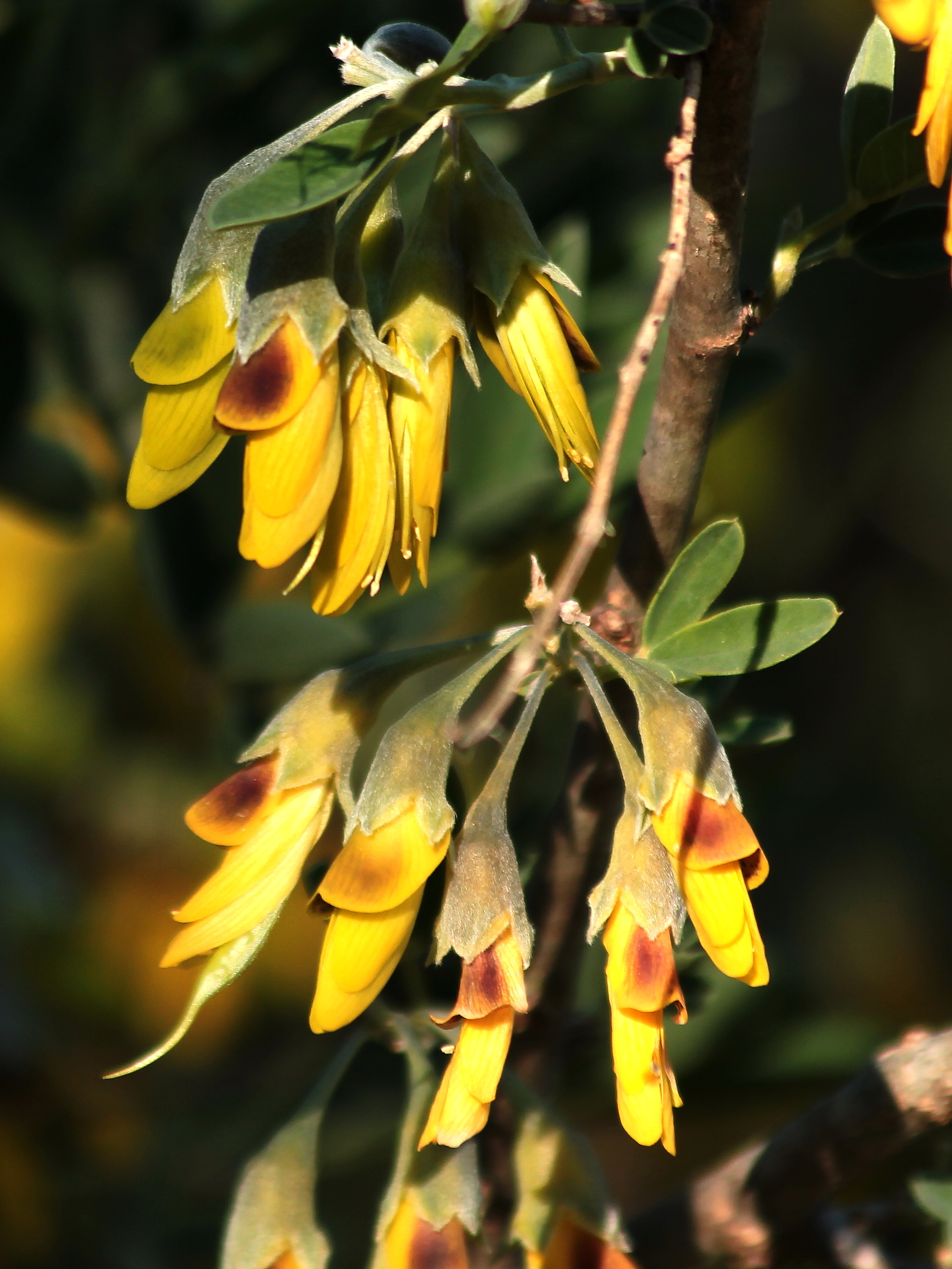
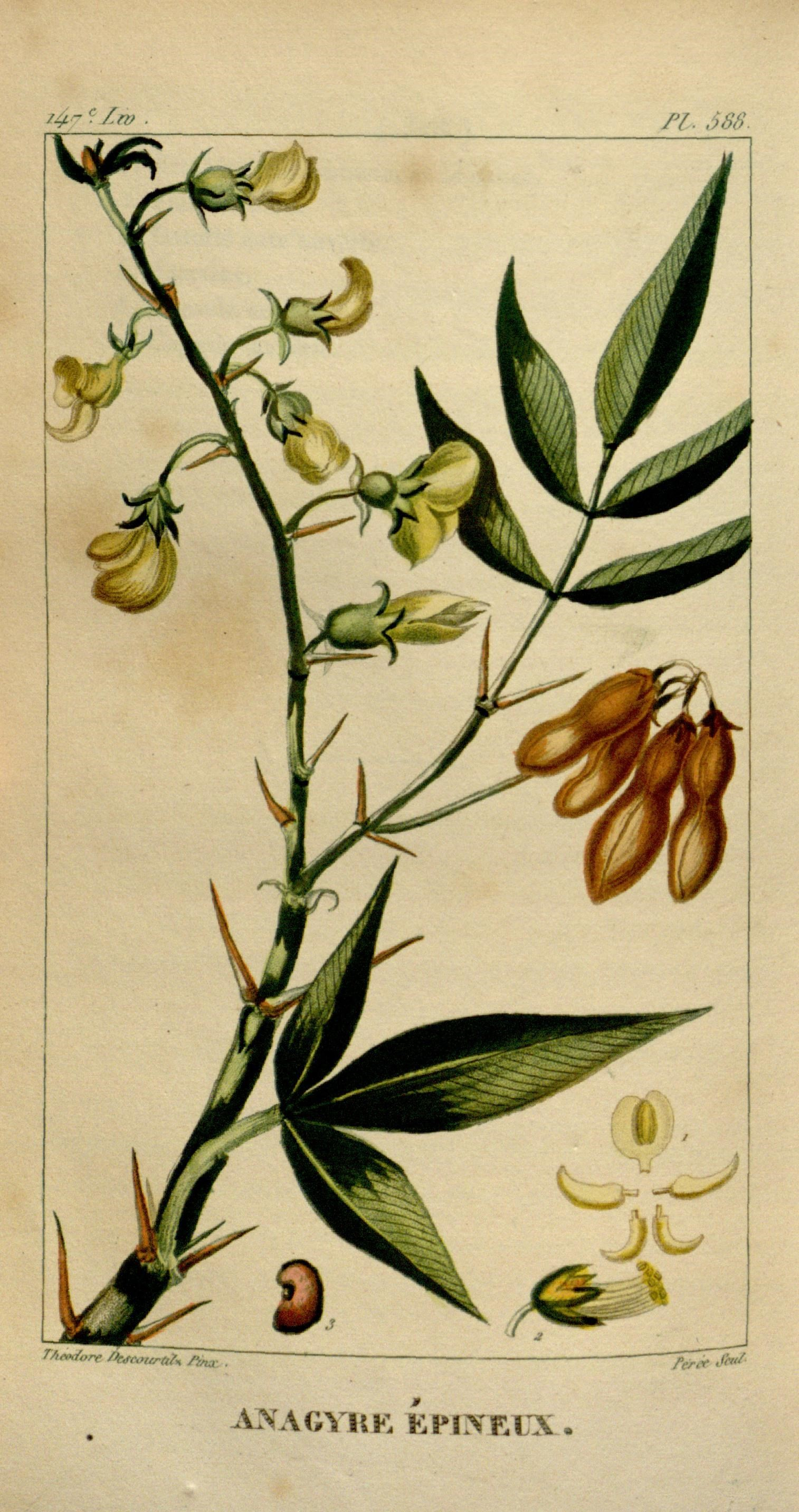
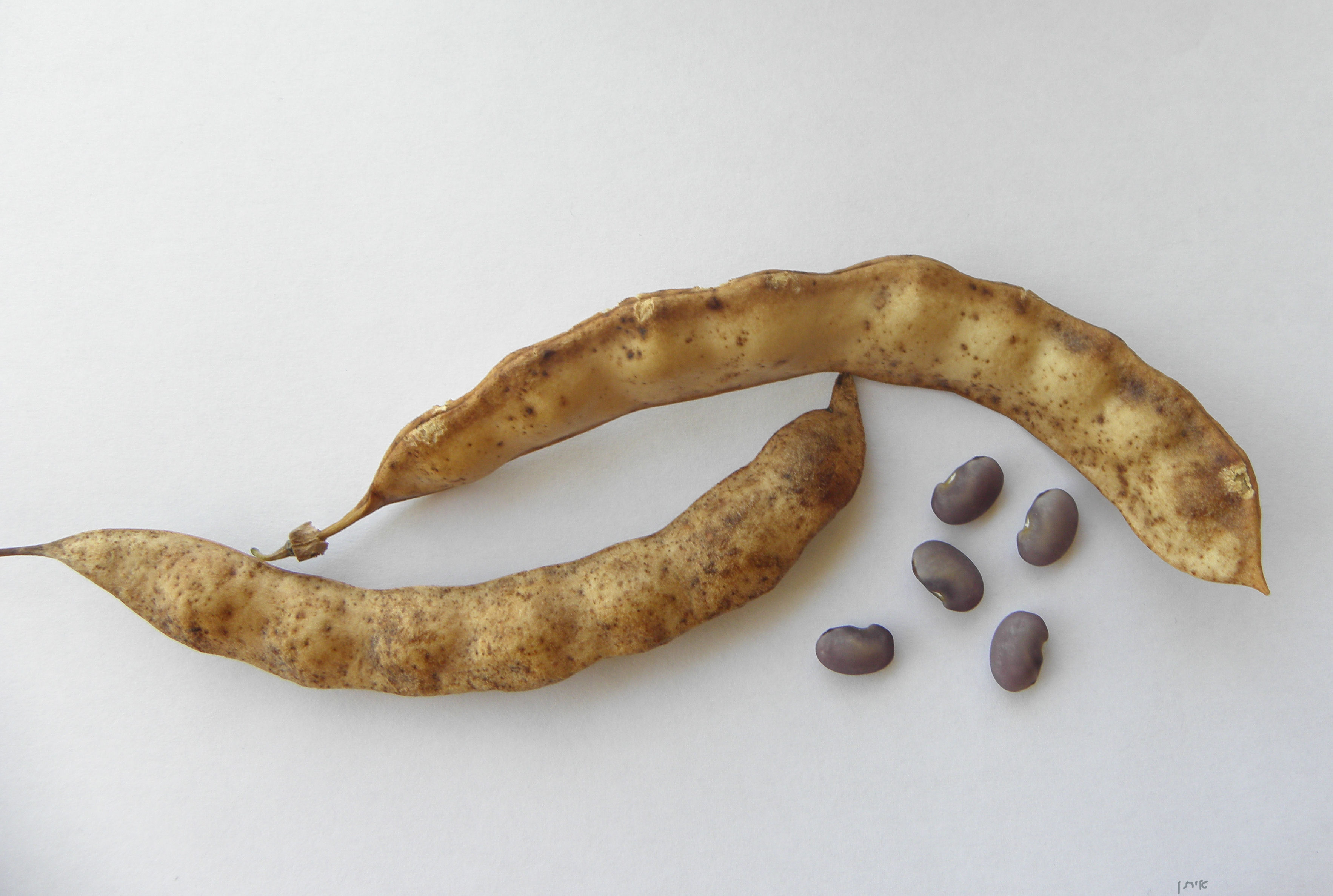

## Використання
Ця рослина (особливо насіння) містить алкалоїди анагірин і цитизин з блювотними властивостями (в досить великих дозах, чинить смерть). Використаний в народній медицині як блювотний і анти-астматичний засіб. Насіння — проносний і блювотний засіб. У середньовіччя цю рослину використовували для отруєння кінчиків стріл з луків або арбалетів.